# Green Card (film)
Green Card is een Amerikaanse filmkomedie uit 1990 onder regie van Peter Weir.

## Verhaal
Brontë Mitchell vindt een prachtig appartement in New York, maar de eigenaars willen het enkel verhuren aan een echtpaar. De Fransman Georges Fauré vindt een baan in de Verenigde Staten, maar hij heeft er een verblijfsvergunning voor nodig. Door toedoen van een gemeenschappelijke kennis leren Georges en Brontë elkaar kennen. Ze besluiten een schijnhuwelijk af te sluiten, maar de Amerikaanse immigratiedienst vermoedt weldra dat er sprake is van bedrog.

## Rolverdeling
| Acteur           | Personage        |
| ---------------- | ---------------- |
| Gérard Depardieu | Georges Fauré    |
| Andie MacDowell  | Brontë Mitchell  |
| Bebe Neuwirth    | Lauren Adler     |
| Gregg Edelman    | Phil             |
| Robert Prosky    | Advocaat         |
| Lois Smith       | Mevrouw Mitchell |

## Muziek
De filmmuziek werd gecomponeerd door Hans Zimmer. 